# Hrabstwo Jackson (Oregon)
Hrabstwo Jackson (ang. Jackson County) – hrabstwo w stanie Oregon w Stanach Zjednoczonych. Obszar całkowity hrabstwa obejmuje powierzchnię 2801,77 mil² (7256,55 km²). Według szacunków United States Census Bureau w roku 2009 miało 201 286 mieszkańców.
Hrabstwo powstało w 1852 roku. 

## Miasta[4]
- Ashland
- Butte Falls
- Central Point
- Eagle Point
- Gold Hill
- Jacksonville
- Medford
- Phoenix
- Rogue River
- Shady Cove
- Talent

## CDP[4]
- Prospect
- Foots Creek
- Ruch
- Trail
- White City
- Wimer